# Ture Wester
Ture Wester, född den 3 januari 1941 i Randers och död den 31 oktober 2008, var en dansk ingenjör och författare.
Efter en examen i byggteknik vid Dansk Ingenjörsakademi 1963 arbetade Wester under några år som konsult på olika byggföretag, där han var med vid utformningen av strukturen kring ett antal kyrkobyggnader i Danmark, innan hans karriär gled in på forskning kring geometri, platonska kroppar och  polyedrer.
Mellan 1976 och 1978 var Ture Wester chef för Institutionen för Byggande vid Mbweni Technical College i Zanzibar. Han är författare till 3 böcker, 6 vetenskapliga rapporter och har deltagit i över 40 vetenskapliga konferenser världen över. Wester var sedan 1983 verksam som professor vid Kunstakademien (KA) i Köpenhamn vid Centrum för informationsteknologi och arkitektur där han arbetade fram till sin död.